# Stadion Dinamo w Stawropolu
Stadion Dinamo – stadion sportowy w Stawropolu, w Rosji. Swoje "domowe" mecze rozgrywa tu miejscowy klub piłkarski Dinamo Stawropol. Stadion został otwarty w 1920 roku; może pomieścić 15 817 kibiców.